# Eddie Scholl
Eduard Cornelis (Eddie) Scholl (ur. 17 października 1944 w Leeuwarden) – holenderski szachista.

## Kariera szachowa
W 1963 r. reprezentował Holandię na rozegranych we Vrnjačkiej Banji mistrzostwach świata juniorów do 20 lat. W 1966 r. podzielił I m. (wspólnie z Jensem Enevoldsenem i Theodorem Ghițescu) w kołowym turnieju IBM–B w Amsterdamie oraz uczestniczył w drużynowych mistrzostwach świata studentów. Wkrótce awansował do ścisłej czołówki holenderskich szachistów. Trzykrotnie zdobył medale indywidualnych mistrzostwa Holandii: złoty (1970) oraz dwa brązowe (1967, 1971). W 1970 r. wystąpił w narodowej drużynie na rozegranej w Siegen szachowej olimpiadzie. W 1971 r. wystąpił w międzypaństwowym meczu Holandii z Republiką Federalną Niemiec, pokonując Rudolfa Teschnera w stosunku 1½–½, jak również w reprezentacji kraju na drużynowym turnieju o Puchar Clare Benedict, zdobywając złoty medal.
Najwyższy ranking w karierze osiągnął 1 lipca 1971 r., z wynikiem 2430 punktów dzielił wówczas 3. miejsce (za Janem Heinem Donnerem i Janem Timmanem, wspólnie z Hansem Bouwmeesterem, Hansem Ree i Coenradem Zuidemą) wśród holenderskich szachistów.